# Unité urbaine de Chalon-sur-Saône
L'unité urbaine de Chalon-sur-Saône est une unité urbaine française, centrée sur Chalon-sur-Saône, première ville de Saône-et-Loire et une des sous-préfectures au cœur de la première unité urbaine de son département, située en région Bourgogne-Franche-Comté.

## Données générales
Dans le zonage réalisé par l'Insee en 1999, l'unité urbaine était composée de onze communes.
Dans le zonage réalisé en 2010, l'unité urbaine était composée des onze mêmes communes, puis dix après la fusion de Fragnes et La Loyère en 2016.
Dans le nouveau zonage réalisé en 2020, elle est composée de treize communes, celles de Saint-Loup-de-Varennes, Sevrey et Varennes-le-Grand ayant été ajoutées au périmètre.
En 2022, avec 78 972 habitants, elle représente la 1re unité urbaine du département de Saône-et-Loire, avant celles de Mâcon (2e rang départemental, bien que celle-ci soit la préfecture du département) et de Montceau-les-Mines (3e rang départemental). Elle occupe le 4e rang dans la région Bourgogne-Franche-Comté.
En 2022, sa densité de population s'élève à 609 hab/km2. Par sa superficie, elle ne représente que 1,51 % du territoire départemental mais, par sa population, elle regroupe 14,38 % de la population du département de Saône-et-Loire.

## Composition 2020 de l'unité urbaine
Elle est composée des treize communes suivantes :
| Nom                             | Code Insee | Département    | Statut       | Superficie (km2) | Population (dernière pop. légale) | Densité (hab./km2) | Modifier                                    |
| ------------------------------- | ---------- | -------------- | ------------ | ---------------- | --------------------------------- | ------------------ | ------------------------------------------- |
| Chalon-sur-Saône (ville-centre) | 71076      | Saône-et-Loire | ville-centre | 15,22            | 44 592 (2022)                     | 2 930              | modifier les données · modifier les données |
| Champforgeuil                   | 71081      | Saône-et-Loire | banlieue     | 7,29             | 2 616 (2022)                      | 359                | modifier les données · modifier les données |
| Châtenoy-en-Bresse              | 71117      | Saône-et-Loire | banlieue     | 6,69             | 1 098 (2022)                      | 164                | modifier les données · modifier les données |
| Châtenoy-le-Royal               | 71118      | Saône-et-Loire | banlieue     | 12,55            | 6 205 (2022)                      | 494                | modifier les données · modifier les données |
| Crissey                         | 71154      | Saône-et-Loire | banlieue     | 10,97            | 2 473 (2022)                      | 225                | modifier les données · modifier les données |
| Fragnes-La Loyère               | 71204      | Saône-et-Loire | banlieue     | 9,63             | 1 434 (2022)                      | 149                | modifier les données · modifier les données |
| Lux                             | 71269      | Saône-et-Loire | banlieue     | 6,18             | 1 902 (2022)                      | 308                | modifier les données · modifier les données |
| Oslon                           | 71333      | Saône-et-Loire | banlieue     | 4,76             | 1 221 (2022)                      | 257                | modifier les données · modifier les données |
| Saint-Loup-de-Varennes          | 71444      | Saône-et-Loire | banlieue     | 8,32             | 1 249 (2022)                      | 150                | modifier les données · modifier les données |
| Saint-Marcel                    | 71445      | Saône-et-Loire | banlieue     | 10,17            | 6 211 (2022)                      | 611                | modifier les données · modifier les données |
| Saint-Rémy                      | 71475      | Saône-et-Loire | banlieue     | 10,38            | 6 476 (2022)                      | 624                | modifier les données · modifier les données |
| Sevrey                          | 71520      | Saône-et-Loire | banlieue     | 8,44             | 1 208 (2022)                      | 143                | modifier les données · modifier les données |
| Varennes-le-Grand               | 71555      | Saône-et-Loire | banlieue     | 19,08            | 2 287 (2022)                      | 120                | modifier les données · modifier les données |

## Évolution démographique
| 1968   | 1975   | 1982   | 1990   | 1999   | 2006   | 2011   | 2016   | 2022   |
| ------ | ------ | ------ | ------ | ------ | ------ | ------ | ------ | ------ |
| 68 754 | 81 237 | 81 372 | 81 144 | 79 764 | 78 561 | 78 244 | 79 738 | 78 972 |

#### Données générales
- Unité urbaine
- Aire d'attraction d'une ville
- Liste des unités urbaines de France

#### Données démographiques en rapport avec l'unité urbaine de Chalon-sur-Saône
- Aire d'attraction de Chalon-sur-Saône
- Arrondissement de Chalon-sur-Saône

#### Données démographiques en rapport avec la Saône-et-Loire
- Démographie de la Saône-et-Loire